# Brumovice (district d'Opava)
Pour les articles homonymes, voir Brumovice.
Brumovice (en allemand : Braunsdorf) est une commune du district d'Opava, dans la région de Moravie-Silésie, en République tchèque. Sa population s'élevait à 1 511 habitants en 2021.

## Géographie
Brumovice se trouve à 10 km au sud-sud-est de Krnov, à 14 km au nord-ouest d'Opava, à 43 km au nord-ouest d'Ostrava et à 237 km à l’est de Prague.
La commune est limitée par Býkov-Láryšov et Úvalno au nord, par la Pologne à l'est, par Holasovice et Velké Heraltice au sud, et par Sosnová et Lichnov à l'ouest.

## Histoire
La première mention écrite de la localité date de 1377.

## Administration
La commune se compose de six quartiers :
- Brumovice
- Kolná
- Pocheň
- Pustý Mlýn
- Skrochovice
- Úblo

## Transports
Par la route, Brumovice se trouve à 11 km de Krnov, à 16 km d'Opava, à 51 km d'Ostrava et à 313 km de Prague.